# 엘 인테르나도
엘 인테르나도(스페인어: El internado)는 2007년 5월 24일부터 2010년 10월 13일까지 안테나3에서 방영된 드라마이다.